# Modèle log-linéaire
Le modèle log-linéaire est un modèle linéaire de fonctions logarithmiques approximant un système de fonctions plus difficile à résoudre. Un modèle économique peut être approximé par un système d'équations log-linéaire.

## Exemples
- {\displaystyle x^{n}\approx x^{*n}(1+n{\hat {x}})}
- {\displaystyle x^{m}y^{n}\approx x^{*m}y^{*n}(1+m{\hat {x}}+n{\hat {y}})}
- {\displaystyle e^{x+y}\approx e^{x^{*}+y^{*}}(1+x^{*}{\hat {x}}+y^{*}{\hat {y}})}